# Capsize
Capsize ist eine 2008 gegründete, US-amerikanische Hardcore-Punk-Band aus dem kalifornischen San Diego.

## Geschichte
Die 2008 im kalifornischen San Diego gegründete Melodic-Hardcore-Band besteht aus Sänger Daniel Wand, den beiden Gitarristen Ryan Knowles und Chris Darton, sowie aus Bassist Joey Toarmina und Schlagzeuger Andrew Tamayo.
In den ersten beiden Jahren veröffentlichte die Gruppe jeweils eine EP in Eigenregie. Diese heißen All Aboard und Set Sail. All Aboard wurde 2009 veröffentlicht und Set Sail erschien ein Jahr darauf. Auch die 2013 veröffentlichte 7" Live a Burden, Die a Curse wurde aus eigener Tasche finanziert. Am 30. September 2014 erschien mit The Angst in My Veins das Debütalbum über Equal Vision Records und Impericon Records. Das Album wurde von Defeater-Gitarrist Jay Maas im Getaway Recordings Studio in Haverhill, Massachusetts aufgenommen.
Im September 2013 spielte die Gruppe als Vorband von Being as an Ocean ihre erste Tournee im Vereinigten Königreich, Deutschland, Österreich, Belgien und in den Niederlanden. Im Mai 2014 tourte die Gruppe erstmals als Headliner durch die Vereinigten Staaten. Im September 2014 startete die Gruppe eine US-Konzertreise mit Gideon, Fit for a King und Wolves at the Gate als Vorband für Being as an Ocean. Im November spielt die Band im Rahmen der Never Say Die! Tour ihre zweite Europatour. Dieses Mal als Vorband für Stick to Your Guns, Obey the Brave, Comeback Kid und Terror. Am 27. März 2015 startete die Band auf eine vierwöchige Konzertreise durch die Vereinigten Staaten im Vorprogramm von Defeater, welche außerdem von Hotel Books und Counterparts begleitet wurde. Die Tournee endete am 28. April 2015 mit einem Auftritt in Buffalo, New York. Zwischen dem 19. und 30. August 2015 spielte die Band eine Australien-Tournee, zusammen mit der Band Hellions. Zuvor spielte die Gruppe ihre zweite Tournee auf dem europäischen Kontinent. Im September und Oktober folgt eine weitere Konzertreise durch mehrere europäische Staaten, bei denen die Gruppe dieses Mal Senses Fail und Counterparts begleitet, ehe im November und Dezember weitere Auftritte in den Staaten – unter anderem eine Tournee mit Silverstein und Hundredth – absolviert werden.
Am 21. Mai 2016 wurde mit A Reintroducion: The Essence Of All that Surrounds Me das zweite Studioalbum für eine Veröffentlichung am 22. Juli 2016 angekündigt. Das Album erscheint beim italienischen Label Rude Records. Eine geplante Europatour mit der walisischen Band Holding Absence, die im März 2019 stattfinden sollte, wurde abgesagt, nachdem Ende Februar Anschuldigungen wegen sexuellen Fehlverhaltens gegen den Gitarristen Nick Lopez und Sänger Daniel Wand erhoben wurde. Ebenfalls als Folge dieser Anschuldigungen, die sich zwischenzeitlich auf mehrere Mitglieder der Gruppe ausgeweitet hatte, wurde die Band von Blessthefall als Vorband für deren Nordamerikatour gestrichen.
Im Jahr 2019 hat sich die Band nach Vorwürfen des sexuellen Missbrauchs aufgelöst.
Im September 2022 veröffentlichten Sänger Daniel Wand und Schlagzeuger Andrew Tamayo als Capsize den ersten Song seit ihrer Auflösung. Produziert wurde die Single „Fading Face“ von From First To Last Gitarristen Matt Good.

## Musikstil
Die Musik von Capsize ist vergleichbar mit Landscapes, Hundredth und The Cold Harbour.

## Diskografie

### EPs
- 2009: All Aboard
- 2010: Set Sail

### 7"
- 2013: Live a Burden, Die a Curse
- 2014: I've Been Tearing Myself Apart

### Alben
- 2014: The Angst in My Veins (Equal Vision Records, Impericon Records)
- 2016: A Reintroduction: The Essence Of All That Surrounds Me (Equal Vision Records)